# Lejsan Biktaszewa
Lejsan Maratowna Biktaszewa (ur. 23 listopada 1993 – rosyjska biathlonistka.
Po raz pierwszy na arenie międzynarodowej pojawiła się w 2019 roku, kiedy wystąpiła  w pucharze świata w Canmore. Zajęła tam między innymi 40. miejsce w biegu indywidualnym.

## Osiągnięcia

### Puchar Świata

#### Miejsca w klasyfikacji generalnej
| Sezon     | Miejsce |
| --------- | ------- |
| 2018/2019 |         |